# Ryan Gordon
Ryan C. Gordon (también conocido como icculus) es un antiguo empleado de Loki Software y el responsable de icculus.org, web que aloja varios proyectos de Loki Software, además de nuevos proyectos propios y de otras personas. El sitio de Gordon aloja proyectos basados en el código de juegos comerciales, como Duke Nukem 3D, Shadow Warrior, Quake III Arena, y otros muchos proyectos de software libre para múltiples plataformas.
También ha realizado conversiones de juegos comerciales a Mac OS X y Linux, como Unreal Tournament, y ha trabajado en la conversión de proyectos no relacionados con juegos, como Google Earth.
Ryan es miembro fundador del grupo de teatro "Bare Bones Theatre Group" en Charlotte, Carolina del Norte.